# Aeroportul Internațional Minneapolis–Saint Paul
Aeroportul Internațional Minneapolis–Saint Paul (IATA: MSP, ICAO: KMSP, FAA LID: MSP) este un aeroport din Fort Snelling⁠(d), Comitatul Hennepin, Minnesota, Minnesota, Statele Unite ale Americii ce deservește zona Minneapolis. Aeroportul a fost tranzitat în 2023 de 34.770.800 de pasageri. A fost deschis în 1923 și numit după zona deservită.
Situat la o altitudine de 256 m, aeroportul dispune de 4 piste.

## Infrastructură

### Piste
Aeroportul dispune de 4 piste: 
- pista 04/22 din beton, cu dimensiunile 11.006 picioare × 150 picioare
- pista 12L/30R din beton, cu dimensiunile 8.200 picioare × 150 picioare
- pista 12R/30L din beton, cu dimensiunile 10.000 picioare × 200 picioare
- pista 17/35 din beton, cu dimensiunile 8.000 picioare × 150 picioare

### Terminale
Aerogara are în componență 2 terminale, Terminal 1–Lindbergh⁠(d) și Terminal 2–Humphrey⁠(d). 